# Референдарский суд
Рефере́ндарские суды (пол. Referendarski sąd) — суд в Королевстве Польском и Великом княжестве Литовском, рассматривавший, главным образом, дела королевских крестьян со старостами и державцами, дела о десятинах, апелляции на решения замковых и экономических судов. Образован в 1766 году, путём выделения из задворных асессорских судов. В суде референдарий вместе с коронными инстигаторами, коронным кустошем, регентами канцелярии, метрикантами и писарями — асессорским и референдарским, — судил окончательно дела даже в отсутствие асессоров. Каденции (сроки заседаний) суда были: март, апрель, сентябрь и октябрь. В 1776 году назначен был один срок — от 1 мая до 30 июня.